# Противень (Закарпатская область)
Противень (укр. Противень) — село в Горинчовской сельской общине Хустского района Закарпатской области Украины.
Население по переписи 2001 года составляло 652 человека. Почтовый индекс — 90420. Телефонный код — 3142. Код КОАТУУ — 2125386202.